# 間野博行
間野 博行（まの ひろゆき、1959年6月1日-）は、日本の医師・医学者。国立がん研究センター理事長、がんゲノム情報管理センター長。肺がん原因遺伝子EML4-ALKの発見で知られる。岡山県高梁市出身。

## 経歴
- 1959年6月に岡山県高梁市で出生。岡山県立高梁高等学校卒業。
- 1984年東京大学医学部卒業後、東京大学医学部附属病院、自治医科大学附属病院にて研修医として務め、その後東京大学第三内科に入局、1992年東京大学より医学博士の学位を取得、学位論文の題は 「新規チロシンキナーゼtecの遺伝子クローニングと解析」。
- 1993年より自治医科大学医学部分子生物学講座講師、助教授を経て2001年より自治医科大学分子病態治療研究センターゲノム機能研究部教授[3]。
- 2009年より東京大学大学院医学系研究科ゲノム医学講座特任教授[3]。2013年より東京大学大学院医学系研究科生化学・分子生物学講座細胞情報学分野教授。2016年より国立がん研究センター研究所長（兼任）。2025年より同センター理事長[4]。
- 2021年日本学士院会員選出。

## 受賞歴
- 1993年 日本癌学会奨励賞[3]
- 1998年 日本白血病研究基金荻村孝特別賞[3]
- 2000年 日本医師会医学研究助成[3]
- 2008年 高松宮妃癌研究基金研究助成（新規肺がん原因遺伝子EML4-ALKの機能解析と臨床応用[5]）、日本癌学会JCA-Mauvernay Award（Discovery of a novel fusion-type oncogene EML4-ALK in lung cancer[6]）、日本医師会医学賞[7]
- 2009年 東京テクノ・フォーラム21第15回ゴールド・メダル賞（肺がんの原因遺伝子の発見とそれに基づく有効な治療薬剤の開発[8]）、佐川がん研究助成振興財団第7回佐川特別研究助成賞（肺がんの新規原因遺伝子の発見と分子標的治療剤開発[9]）
- 2010年 高松宮妃癌研究基金学術賞[10]、持田記念学術賞（新規肺がん原因遺伝子の発見と分子標的療法への展開[11]）、武田医学賞（肺がん原因遺伝子の発見と分子標的療法への展開により[3]。）
- 2011年 上原賞（肺がん原因遺伝子EML4-ALKの発見と臨床応用[1][12]）、高峰記念第一三共賞
- 2012年 慶應医学賞・紫綬褒章[13]
- 2013年 塩野賞
- 2014年 イノベーター・オブ・ザ・イヤー賞
- 2015年 ベルツ賞（1等賞）
- 2019年 山崎貞一賞
- 2020年 日本学士院賞
- 2021年 レオポルド・グリフエル賞
- 2023年 2022年度朝日賞[14]